# Rainbow Warrior II

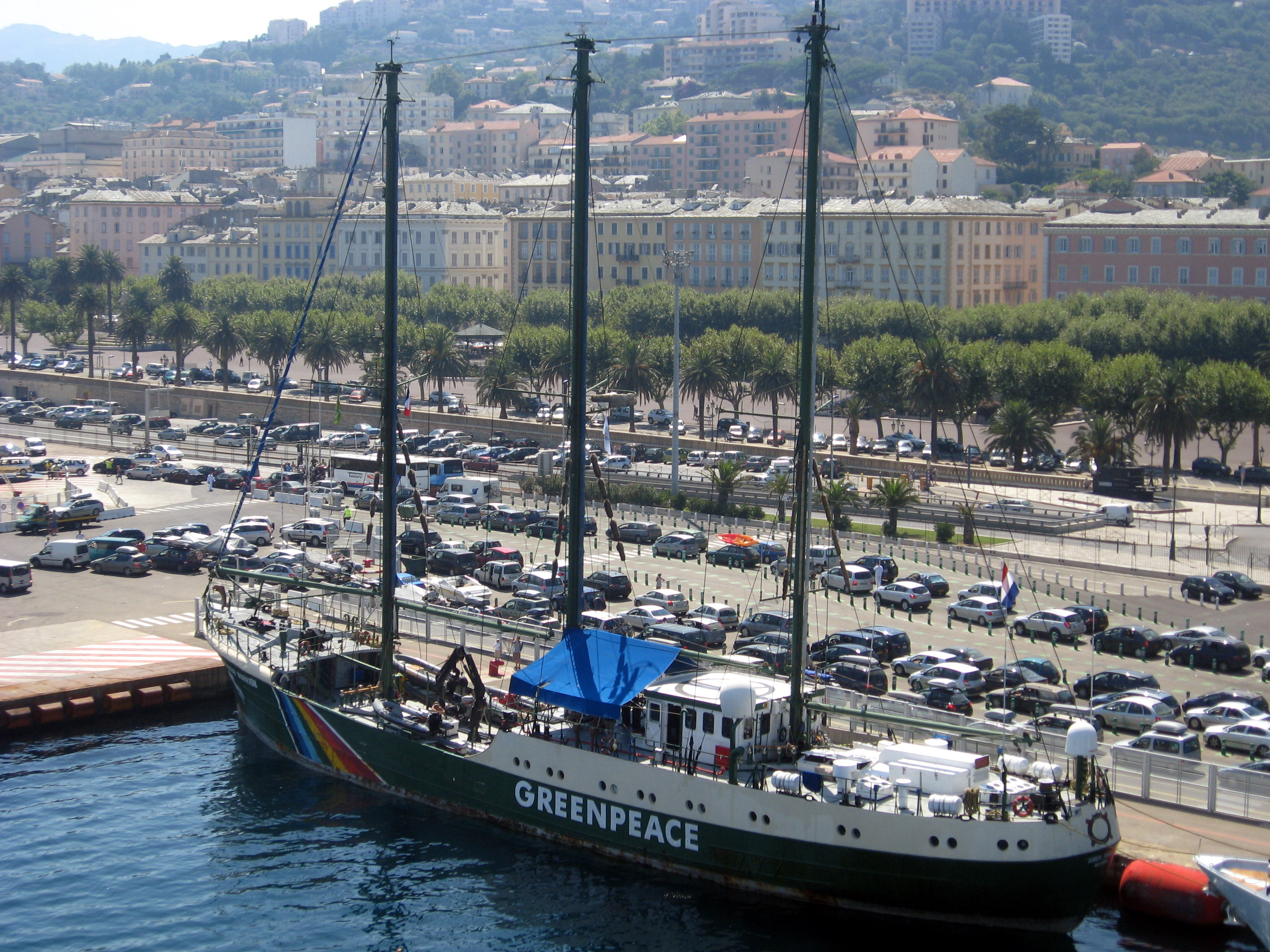
Loď Rainbow Warrior II

Rainbow Warrior II byla loď organizace Greenpeace, která nahradila loď Rainbow Warrior potopenou 10. července 1985 při bombovém teroristickém útoku francouzské tajné služby v novozélandském přístavu Auckland.
Organizace Greenpeace 2. září 1987 uspěla v mezinárodní arbitráži proti Francii a obdržela od ní jako odškodné 8,16 miliónů dolarů. Zakoupila loď Grampian Fame, která poprvé pod novým jménem vyplula 10. července 1989. V roce 2011 byla vyřazena z flotily Greenpeace a slouží organizaci Friendship jako nemocniční loď, která zajišťuje zdravotní péči v Bengálském zálivu při pobřeží Bangladéše.